# Vespadelus pumilus
Vespadelus pumilus је врста слепог миша из породице вечерњака (лат. Vespertilionidae). 

## Распрострањење
Ареал врсте је ограничен на једну државу. Аустралија је једино познато природно станиште врсте.

## Станиште
Станиште врсте су шуме. 

## Угроженост
Ова врста је наведена као последња брига, јер има широко распрострањење и честа је врста.